# Everhardt Franßen

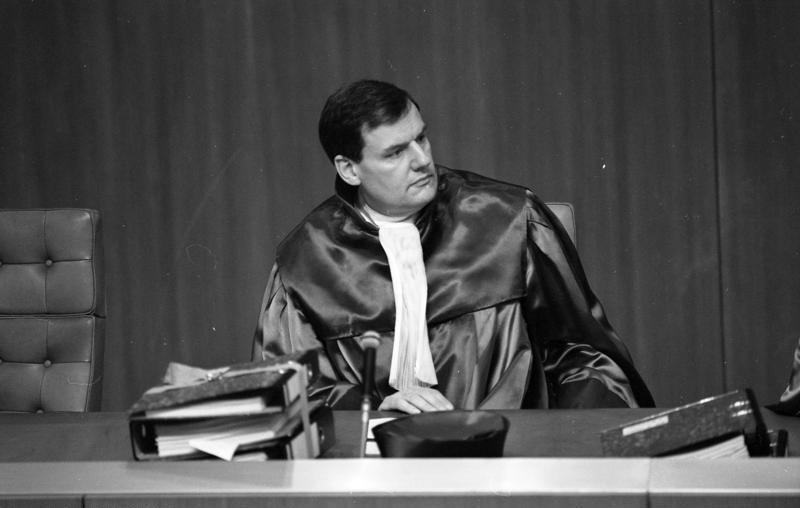
Everhardt Franßen (1989)

Everhardt Franßen (* 1. Oktober 1937 in Essen) ist ein deutscher Jurist. Er war Richter und Präsident am Bundesverwaltungsgericht und Richter des Bundesverfassungsgerichts.

## Leben
Franßen wurde in Essen als Sohn eines Naturwissenschaftlers geboren und studierte nach dem Abitur Jura in Mainz, Berlin und Münster. Hier wurde er jeweils aktives Mitglied von katholischen Studentenverbindungen des KV, in Mainz bei der Normannia-Greifswald und in Münster bei der Westfalia-Mazenod. Nach seinem 2. juristischen Staatsexamen war Franßen zunächst Richter am Verwaltungsgericht in Münster und promovierte gleichzeitig. Anschließend war er ab 1971 wissenschaftlicher Mitarbeiter der SPD-Fraktion in Bonn. Danach leitete er das Rechtsamt seiner Heimatstadt Essen. Von dort wurde er 1978 mit 41 Jahren zum Richter am Bundesverwaltungsgericht Berlin gewählt. 1987 wurde Franßen auf Vorschlag der SPD zum Richter im zweiten Senat am Bundesverfassungsgericht für den ausgeschiedenen Präsidenten Wolfgang Zeidler gewählt.
Am 30. Juni 1991 wurde Franßen Präsident des Bundesverwaltungsgerichts und schied daher beim Bundesverfassungsgericht wieder aus. Sein Nachfolger dort wurde der Richter Bertold Sommer. Als Präsident des Bundesverwaltungsgerichts trat Franßen zum 30. September 2002 mit Erreichen der Altersgrenze in den Ruhestand. Sein Nachfolger wurde Eckart Hien.
Franßen ist verheiratet und hat zwei Kinder.